# Il vizietto II
Il vizietto II (La cage aux folles II) è un film del 1980 diretto da Édouard Molinaro.

## Trama

Michel Serrault e Ugo Tognazzi in una scena del film

Albin, meglio noto sotto il nome di Zazà, l'illustre drag queen del cabaret "La cage aux folles" in Costa Azzurra, vuole dimostrare al suo amante Renato di essere ancora sexy. Nel maldestro tentativo di sedurre un uomo per ingelosire Renato, si trova suo malgrado coinvolto nell'omicidio di un altro uomo, il quale, con le ultime forze, consegna a Zazà un importante microfilm. Questo fatto metterà sulle tracce di Albin e Renato spie e poliziotti che costringeranno la coppia a fuggire in Italia, presso la famiglia di Renato, in una sperduta campagna.
Qui le donne sono trattate come schiave, l'omosessualità è passibile di linciaggio e l'omertà è pratica corrente. Albin, travestito da donna, si fingerà così la moglie di Renato e contribuirà alle faccende domestiche della casa. Presto però polizia e spie ritornano sulle tracce dei due che riescono tra mille peripezie a salvare la faccia e le penne in un romantico finale.

## Produzione
Gli interni del film furono girati negli stabilimenti Cine International a Roma. Le riprese esterne furono realizzate a Nizza (tra cui nel celebre Hôtel Negresco), vari punti di Roma e Tragliata, frazione di Fiumicino, dove è ubicata la casa della signora Baldi (Borboni).

## Accoglienza

### Critica
(Piero Perona, Stampa Sera, 19 dicembre 1980)
(M.L.M., Il Piccolo, 28 dicembre 1980)
(Angelo Solmi, Oggi, vol. 37, 1981)

## Sequel
Il film, sequel del celebre Il vizietto (1978), dello stesso Molinaro, avrà un ulteriore sequel, Matrimonio con vizietto (Il vizietto III) (1985), con la regia di Georges Lautner.